# Major Leagues
Major Leagues é o último EP da banda Pavement, lançado a 12 de Outubro de 1999.

## Faixas
1. "Major Leagues [edit]" – 3:01
2. "Your Time to Change" – 3:10
3. "Stub Your Toe" – 2:34
4. "Major Leagues" [Versão demo] – 3:07
5. "Decouvert de Soleil" – 2:07
6. "The Killing Moon" – 5:15
7. "The Classical" – 3:26